# 501오룡호 침몰사고
501오룡호 침몰사고는 러시아 베링해에서 한국 시각으로 2014년 12월 1일 오후 2시경에 사조산업 501오룡호가 좌초 및 침몰한 사건이다. 침몰 당시 오룡호에는 한국인 11명, 인도네시아인 35명, 필리핀인 13명, 러시아 감독관 1명. 이렇게 총 60명이 탑승하고 있었다.

## 같이 보기
- 세월호 침몰 사고